# پاول ترتیاکوف

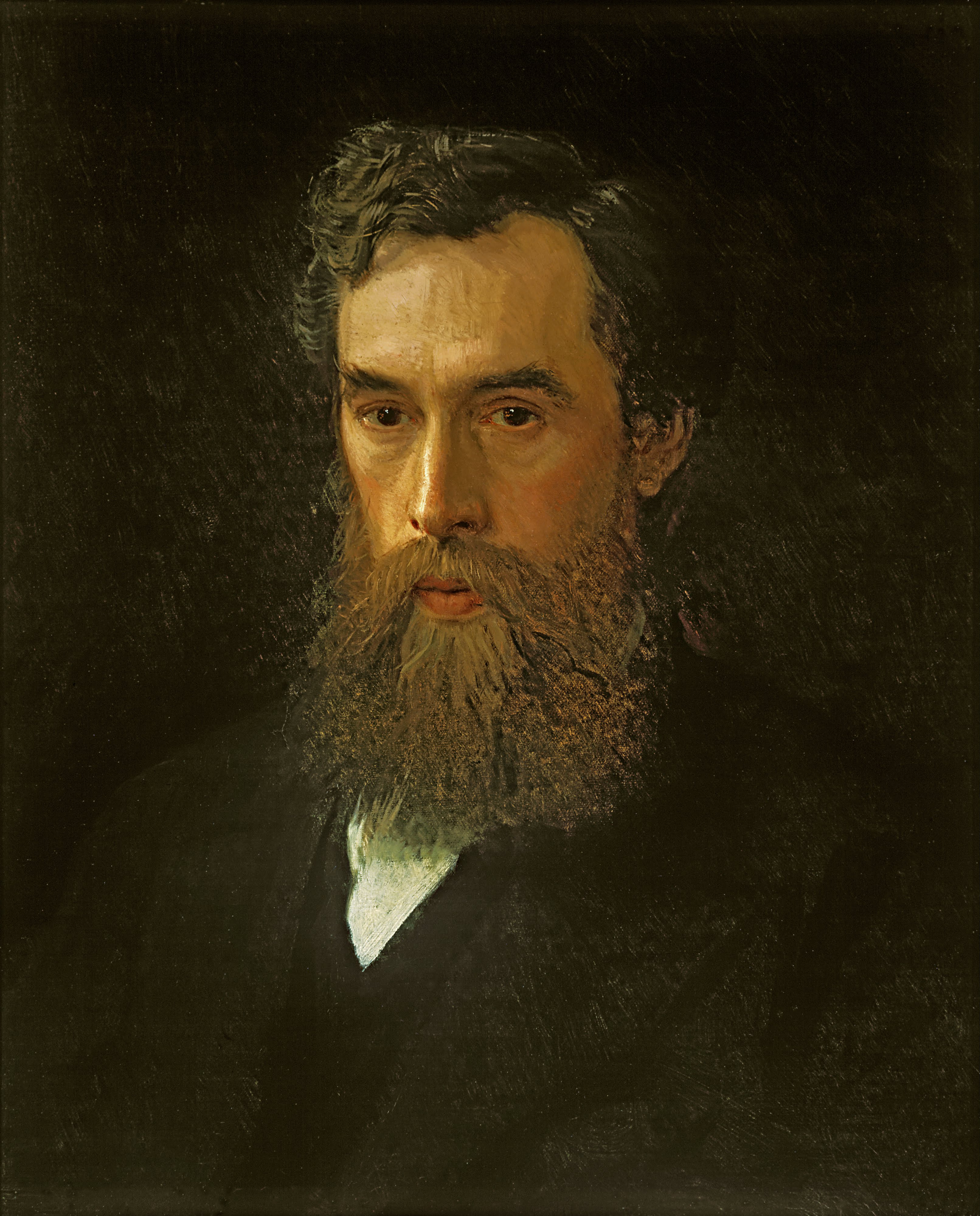
پرترۀ ترتیاکوف اثر کرامسکوی (۱۸۷۶)

پاول میخایلوویچ ترتیاکوف (روسی: Павел Михайлович Третьяков؛ ۲۷ دسامبر ۱۸۳۲ – ۱۶ دسامبر ۱۸۹۸) تاجر، حامی هنر ، مجموعه‌دار و بشردوست روسی بود که نام خود را بر نگارخانه ترتیاکوف و ترتیاکوف درایو در مسکو نهاد. برادرش سرگئی ترتیاکوف نیز حامی مشهور هنر و بشردوست بود.
او به همراه سایر بازرگانان مسکو به عنوان بنیان‌گذار بانک بازرگانی مسکو (که بعدها یکی از روسای آن شد)، شرکت تجاری و صنعتی مسکو و برخی شرکت‌های بزرگ دیگر عمل کرد. او ثروت قابل توجهی (۴٫۴ میلیون روبل) جمع آوری کرد که شامل املاک و مستغلات (۵ خانه در مسکو)، اوراق بهادار، پول و صورت حساب بود.